# Gambrinus lliga 2008-09
La Gambrinus lliga 2008-09 va ser la setzena edició de la Gambrinus lliga, la màxima categoria del futbol professional de República Txeca. El torneig es va començar a disputar el dia 2 d'agost del 2008 i va finalitzar el 30 de maig del 2009. El SK Slavia Praga s'adjudica el campionat per tercera vegada a la seva història, segona de forma consecutiva.

## Dades dels clubs
| Club                          | Ciutat             | Estadi                           | Capacitat |
| ----------------------------- | ------------------ | -------------------------------- | --------- |
| 1. FC Brno                    | Brno               | Městský fotbalový stadion Srbská | 12.550    |
| 1. FK Příbram                 | Příbram            | Na Litavce                       | 9.100     |
| AC Sparta Praga               | Praga              | Generali Arena                   | 20.854    |
| FC Baník Ostrava              | Ostrava            | Bazaly                           | 17.372    |
| FC Slovan Liberec             | Liberec            | Stadion u Nisy                   | 9.900     |
| FC Tescoma Zlín               | Zlín               | Letná Stadion                    | 6.375     |
| FC Viktoria Plzeň             | Pilsen             | Stadion města Plzně              | 13.000    |
| FK Baumit Jablonec            | Jablonec nad Nisou | Střelnice Stadion                | 6.280     |
| FK Bohemians Praga (Střížkov) | Praga              | Stadion SK Prosek                | 920       |
| FK Mladá Boleslav             | Mladá Boleslav     | Městský Stadion                  | 5.000     |
| FK Teplice                    | Teplice            | Na Stínadlech                    | 18.221    |
| FK Viktoria Žižkov            | Praga              | FK Viktoria Stadion              | 5.600     |
| SK Dynamo České Budějovice    | České Budějovice   | Stadion Střelecký ostrov         | 6.681     |
| SK Kladno                     | Kladno             | Stadion Františka Kloze          | 4.000     |
| SK Sigma Olomouc              | Olomouc            | Andrův stadion                   | 12.566    |
| SK Slavia Praga               | Praga              | Eden Arena                       | 21.000    |

## Sistema de competició
La Gambrinus lliga 2008/09 va estar organitzada per la Federació de Futbol de la República Txeca.
Va constar d'un grup únic integrat per setze clubs de tota la geografia txeca. Seguint un sistema de lliga, els setze equips es van enfrontar tots contra tots dues vegades -una en camp propi i una altra en camp contrari- sumant un total de 30 jornades. L'ordre de les trobades es va decidir per sorteig abans de començar la competició.
La classificació final es va establir d'acord amb els punts obtinguts a cada enfrontament, a raó de tres per partit guanyat, un per empatat i cap en cas de derrota. Si en finalitzar el campionat dos equips van igualar a punts, els mecanismes per desempatar la classificació van ser els següents:
1. El que tingui una diferència més gran entre gols a favor i en contra en els enfrontaments entre tots dos. (Gol average)
2. Si persisteix l'empat, es té en compte la diferència de gols a favor i en contra a tots els partits del campionat.
3. Si encara persisteix l'empat, es té en compte el nombre més gran de gols a favor en tots els partits del campionat.

Si l'empat a punts és entre tres o més clubs, els mecanismes de desempat successius van ser els següents: 
1. La millor puntuació de la que a cadascun correspongui d'acord amb els resultats dels partits jugats entre si pels clubs implicats.
2. La diferència més gran de gols a favor i en contra, considerant únicament els partits jugats entre si pels clubs implicats.
3. La diferència més gran de gols a favor i en contra tenint en compte tots els partits del campionat.
4. El nombre més gran de gols a favor tenint en compte tots els partits del campionat.
5. El club millor classificat d'acord amb els barems de fair play.

### Efectes de la classificació
L'equip que més punts va sumar al final del campionat va ser proclamat campió de lliga i juntament amb el segon classificat va obtenir el dret automàtic a participar a la tercera ronda prèvia de la Lliga de Campions de la UEFA. El tercer classificat va obtenir el dret a participar a la tercera ronda prèvia de la Lliga Europea de la UEFA i el quart classificat va obtenir una passada per a la segona ronda prèvia d'aquesta mateixa competició.
El campió de la Copa de la República Txeca va obtenir la classificació a la ronda de play-off de la Lliga Europea de la UEFA. Els classificats en posició 15è i 16è van baixar directament a la segona categoria txeca.
|  |     | Equips de fútbol       | PJ | PG | PE | PP | GF | GC | Dif | Pts |
|  | --- | ---------------------- | -- | -- | -- | -- | -- | -- | --- | --- |
|  | 1.  | SK Slavia Praga (C)    | 30 | 18 | 8  | 4  | 57 | 25 | +32 | 62  |
|  | 2.  | AC Sparta Praga        | 30 | 16 | 8  | 6  | 48 | 25 | +23 | 56  |
|  | 3.  | FC Slovan Liberec      | 30 | 14 | 10 | 6  | 41 | 28 | +13 | 52  |
|  | 4.  | SK Sigma Olomouc       | 30 | 13 | 9  | 8  | 39 | 36 | +3  | 48  |
|  | 5.  | FK Baumit Jablonec     | 30 | 14 | 4  | 12 | 43 | 37 | +6  | 46  |
|  | 6.  | FK Mladá Boleslav      | 30 | 12 | 10 | 8  | 39 | 38 | +1  | 46  |
|  | 7.  | FK Teplice             | 30 | 12 | 7  | 11 | 33 | 25 | +8  | 43  |
|  | 8.  | FC Viktoria Plzeň      | 30 | 11 | 10 | 9  | 45 | 38 | +7  | 43  |
|  | 9.  | FC Baník Ostrava       | 30 | 11 | 6  | 13 | 38 | 36 | +2  | 39  |
|  | 10. | SK Dynamo              | 30 | 7  | 15 | 8  | 30 | 37 | -7  | 36  |
|  | 11. | 1. FC Brno             | 30 | 9  | 8  | 13 | 32 | 36 | -4  | 35  |
|  | 12. | 1. FK Příbram          | 30 | 9  | 7  | 14 | 30 | 40 | -10 | 34  |
|  | 13. | FK Bohemians           | 30 | 10 | 4  | 16 | 33 | 46 | -13 | 34  |
|  | 14. | SK Kladno              | 30 | 8  | 7  | 15 | 21 | 41 | -20 | 31  |
|  | 15. | FC Tescoma Zlín (D)    | 30 | 7  | 8  | 15 | 26 | 49 | -23 | 29  |
|  | 16. | FK Viktoria Žižkov (D) | 30 | 5  | 7  | 18 | 27 | 45 | -18 | 22  |

PJ = Partits jugats; PG = Partits guanyat; PE = Partits empatats; PP = Partits perduts; GF = Gols a favor; GC = Gols en contra; Dif = Diferència de gols; Pts = Punts
|  | Classificat per a la tercera ronda prèvia de la Lliga de Campions de la UEFA 2009-10 |
|  | Classificat per a la ronda de play-off de la Lliga Europea de la UEFA 2009-10        |
|  | Classificat per a la tercera ronda prèvia de la Lliga Europea de la UEFA 2009-10     |
|  | Classificat per a la segona ronda prèvia de la Lliga Europea de la UEFA 2009-10      |
|  | Baixa a la Druhá liga                                                                |

| (C) Campió |
| (B) Baixat |

## Màxims golejadors
| Jugador            | Gols | Equip                         |
| ------------------ | ---- | ----------------------------- |
| Andrej Kerić       | 15   | FC Slovan Liberec             |
| Daniel Huňa        | 11   | 1. FK Příbram                 |
| Tomáš Necid        | 11   | SK Slavia Praga               |
| David Lafata       | 10   | FK Baumit Jablonec            |
| Riste Naumov       | 10   | FK Viktoria Žižkov            |
| Michal Papadopulos | 10   | FK Mladá Boleslav             |
| Tijani Belaid      | 9    | SK Slavia Praga               |
| Michal Ordoš       | 9    | SK Sigma Olomouc              |
| Tomáš Sedláček     | 9    | SK Dynamo České Budějovice    |
| Roman Dobeš        | 8    | FK Bohemians Praga (Střížkov) |
| Pavel Horváth      | 8    | FC Viktoria Plzeň             |
| Marek Kincl        | 8    | FK Bohemians Praga (Střížkov) |